# Dimitri Bascou
Dimitri Bascou (* 20. července 1987) je francouzský atlet, jehož specializací jsou krátké překážkové běhy na 60 a 110 metrů.

## Sportovní kariéra
Na počátku své kariéry reprezentoval Martinik, kde se narodil. Na mistrovství Evropy v Barceloně v roce 2010 doběhl ve finále běhu na 110 metrů překážek čtvrtý. Na halovém mistrovství Evropy v roce 2015 vybojoval stříbrnou medaili v běhu na 60 metrů překážek. Na světovém šampionátu v Pekingu v roce 2015 skončil ve finále běhu na 110 metrů překážek pátý. Zatím nejúspěšnější sezónou se pro něj stal rok 2016. Na jaře vybojoval bronzovou medaili v běhu na 60 metrů překážek na halovém mistrovství světa v Portlandu, v červenci se stal v Amsterdamu mistrem Evropy v běhu na 110 metrů překážek. Třetí medailí této sezóny pak pro něj bylo třetí místo v olympijském finále běhu na 110 metrů překážek.